# Porella porifera
Porella porifera är en mossdjursart som först beskrevs av Walter Douglas Hincks 1884.  Porella porifera ingår i släktet Porella och familjen Bryocryptellidae. Inga underarter finns listade i Catalogue of Life.